# Овчары (гмина Сенкова)
Овча́ры (пол. Owczary) — село в Польше, находится на территории гмины Сенкова Горлицкого повята Малопольского воеводства.

## География
Село располагается вблизи от польско-словацкой границы. Село находится в 3 км от Сенковы, в 8 км от Горлице и в 104 км от Кракова.

## История
До 1946 года село называлось Рихвалд и в нём проживали лемки. В 1946 году во время операции «Висла» большинство населения села было переселено на западные территории Польши. В 1958 году некоторые из семей лемков вернулись на родину.

## Достопримечательности
- Церковь Покрова Пресвятой Богородицы — грекокатолическая церковь, памятник архитектуры.
- Воинское кладбище № 70 (Овчары) — воинское захоронение времён Первой мировой войны, исторический памятник.

## Источник
- Wapienne, Słownik geograficzny Królestwa Polskiego i innych krajów słowiańskich, Tom III, 1880.